# Jegławki (wieś)
Jegławki (niem. Jäglack) – wieś w Polsce, położona w województwie warmińsko-mazurskim, w powiecie kętrzyńskim, w gminie Srokowo.
W latach 1975–1998 miejscowość administracyjnie należała do województwa olsztyńskiego.

## Integralne części wsi
| SIMC    | Nazwa          | Rodzaj    |
| ------- | -------------- | --------- |
| 1056020 | Stare Jegławki | część wsi |

## Historia wsi
Najprawdopodobniej w XIV wieku zbudowano tu krzyżacki zamek myśliwski. Zamek w Jegławkach podlegał przypuszczalnie prokuratorowi Barcian, podobnie jak zamek w Bezławkach był przyporządkowany prokuratorom kętrzyńskim. Gotycka budowla została zniszczona przez Tatarów wspierających wojska hetmana Gosiewskiego w 1657.
W latach 1821–1944 majątek ziemski w Jegławkach należał do rodziny Siegfried. W 1913 majątek miał powierzchnię 649 ha, a jego właścicielem był Gustaw Siegfried. Ostatnim właścicielem Jegławek przed 1945 był Werner Siegfried, a majątek wsi dzierżawił jego szwagier Gerhard Kiehl. Rodzina właściciela Jegławek posiadała również pobliskie Skandławki. W 1939 w Jegławkach wraz z Kolkiejmami było 414 mieszkańców. Wójtem Jegławek przed 1945 był Max Surminski. W miejscowości obok majątku ziemskiego było osiem gospodarstw chłopskich. We wsi była karczma o ścianach pomalowanych na żółto (za Surminskim) oraz drewniany wiatrak typu holenderskiego. Wiatrak z XIX w. występował jako zabytek jeszcze na początku drugiej połowy XX w. (za Licharewą).

## Szkoła
Przed 1945 r. nauczycielem w jednoklasowej szkole, już o stuletniej tradycji był Herbert Kloss.
W 1970 r. w Jegławkach była czteroklasowa szkoła podstawowa i przedszkole (14 dzieci). W tym samym czasie istniał punkt biblioteczny i sala kinowa na 50 miejsc. Kino objazdowe dojeżdżało tu z Kętrzyna.
W Jegławkach funkcjonowała ośmioklasowa szkoła podstawowa do czasu reformy w oświacie. We wsi funkcjonuje nadal sześcioklasowa szkoła podstawowa.

## Pałac

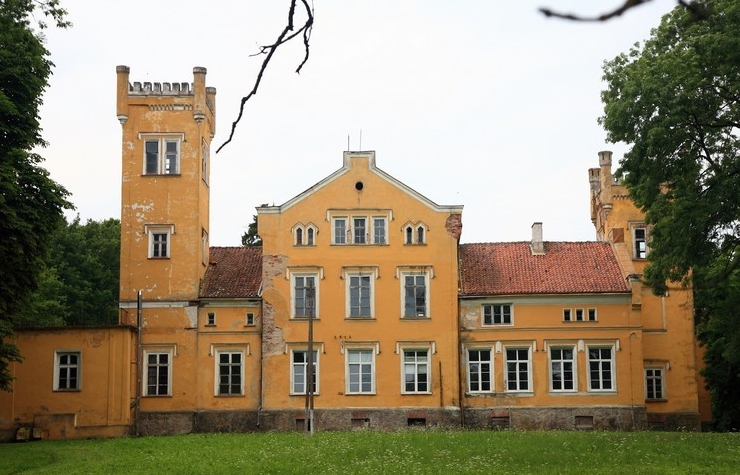
Pałac w Jegławkach

Pałac położony jest na wzniesieniu, otoczony parkiem dochodzącym do jeziora o powierzchni 16 ha. Od północnej strony pałacu znajdują się zabudowania gospodarcze majątku ziemskiego. Na terenie parku w pobliżu drogi do zabudowań gospodarczych wznosi się niewielkie wzgórze pozostałość po dawnej lodowni.
Neogotycki pałac zbudowano w 1848 wykorzystując pozostałości starszej budowli. Pałac zdobiony jest dwoma wieżami i dwoma ryzalitami (od strony północnej i wschodniej). Przy zachodniej elewacji znajdowała się drewniana weranda, a przy południowej oranżeria. Pałac zbudowano na planie zbliżonym do litery L. Bryła budynku jest jedno i trójkondygnacyjna. W pałacu część piwnic jest dwupiętrowa ze sklepieniami krzyżowymi i kolebkowymi pochodzącymi z czasów krzyżackich. Dwupoziomowe piwnice znajdują się również w nakomiadzkim pałacu.
W okresie funkcjonowania PGR w obiekcie mieściły się biura, przedszkole i mieszkania. Pałac od 2001 r. jest własnością prywatną.

## Inne
Dnia 20 sierpnia 1934 urodził się tu Arno Surminski – niemiecki pisarz i dziennikarz. Surminski w powieści "Jokehnen" opisuje Jegławki z 1945 r. Podaje stosunki tam panujące między nielicznymi już rodzinami niemieckimi a polskimi przesiedleńcami.
W roku 2009/2010 był kręcony tu film pt. "Wenecja" reż. Jan Jakub Kolski.